# 다니엘레 카차
다니엘레 카차(이탈리아어: Daniele Cacia, 1983년 8월 23일 ~ )는 스트라이커로 뛰는 이탈리아의 축구 선수다.